# الرقص مع النجوم (روسيا)
الرقص مع النجوم (بالروسية: Танцы со звёздами) هو برنامج تلفزيوني راقص بدأ عرضه على قناة روسيا التلفزيونية في عام 2006. النسخة الروسية من برنامج " ستريكتلي كوم دانسينغ " الذي تبثه هيئة الإذاعة البريطانية باللغة الإنجليزية.
قام بإخراج البرنامج حتى الموسم الخامس تاتيانا دميتراكوفا،

## المواسم
طوال تاريخه، أنتج العرض 13 موسمًا.
| موسم | فترة البث                  | الفائزون             | الفائزون            | المقدمون              | المقدمون            | أعضاء لجنة التحكيم  | أعضاء لجنة التحكيم   | أعضاء لجنة التحكيم | أعضاء لجنة التحكيم  | أعضاء لجنة التحكيم |
| موسم | فترة البث                  | الفائزون             | الفائزون            | المقدمون              | المقدمون            | 1                   | 2                    | 3                  | 4                   | 5                  |
| ---- | -------------------------- | -------------------- | ------------------- | --------------------- | ------------------- | ------------------- | -------------------- | ------------------ | ------------------- | ------------------ |
| 1    | 14 يناير - 5 مارس 2006     | ماريا سيتل           | فلاديسلاف بورودينوف | أناستازيا زافوروتنيوك | يوري نيكولاييف      | ستانيسلاف بوبوف     | إيرينا فينر          | فلاديمير أندريوكين | فالنتين غنوشيف      |                    |
| 2    | 6 نوفمبر - 31 ديسمبر 2006  | آنا سناتكينا         | يفغيني جريجوروف     | أناستازيا زافوروتنيوك | يوري نيكولاييف      | ستانيسلاف بوبوف     | آلا سيجالوفا         | فلاديمير أندريوكين | نيكولاي تسيسكاريدزه |                    |
| 3    | 16 أبريل - 1 يونيو 2008    | داريا ساغالوفا       | أنطون كوفاليف       | أناستازيا زافوروتنيوك | يوري نيكولاييف      | ستانيسلاف بوبوف     | آلا سيجالوفا         | فلاديمير أندريوكين | نيكولاي تسيسكاريدزه |                    |
| 4    | 15 مارس - 7 يونيو 2009     | يوليا سافيتشيفا      | يفجيني بابوناشفيلي  | ماكسيم جالكين         | داريا زلاتوبولسكايا | ستانيسلاف بوبوف     | آلا سيجالوفا         | فلاديمير أندريوكين | نيكولاي تسيسكاريدزه |                    |
| 5    | 24 يناير - 25 أبريل 2010   | أناستازيا ستوتسكايا  | أليكسي ليدينيف      | ماكسيم جالكين         | داريا زلاتوبولسكايا | ستانيسلاف بوبوف     | آلا سيجالوفا         | إيجور دروزينين     | نيكولاي تسيسكاريدزه | أندريه أوفاروف     |
| 6    | 30 يناير - 24 أبريل 2011   | تاتيانا بولانوفا     | ديمتري لياشينكو     | ماكسيم جالكين         | داريا زلاتوبولسكايا | ستانيسلاف بوبوف     | آلا سيجالوفا         | إيجور دروزينين     | نيكولاي تسيسكاريدزه |                    |
| 7    | 6 أكتوبر - 29 ديسمبر 2012  | جلوكوزا              | يفجيني بابوناشفيلي  | ماكسيم جالكين         | داريا زلاتوبولسكايا | ايلينا تشايكوفسكايا | أناستازيا فولوتشكوفا | إيجور دروزينين     | نيكولاي تسيسكاريدزه |                    |
| 8    | 14 سبتمبر - 30 نوفمبر 2013 | ايلينا بودكامينسكايا | أندريه كاربوف       | ماكسيم جالكين         | داريا زلاتوبولسكايا | ايلينا تشايكوفسكايا | فلاديمير ايفانوف     | إيجور دروزينين     | نيكولاي تسيسكاريدزه | أوليج مينشيكوف     |
| 9    | 14 فبراير - 28 أبريل 2015  | ايرينا بيجوفا        | أندريه كوزلوفسكي    | ماكسيم جالكين         | داريا زلاتوبولسكايا | مكسيم كوزيفنيكوف    | إيرينا فينر          | سيرجي فيلين        | ايلينا سامودانوفا   |                    |
| 10   | 7 مارس - 24 أبريل 2016     | ألكسندرا أورسولياك   | دينيس تاجنتسيف      | جاريك مارتيروسيان     | داريا زلاتوبولسكايا | فلاديمير ديريفيانكو | ستانيسلاف بوبوف      | جالينا بيلييفا     | نيكولاي تسيسكاريدزي |                    |
| 11   | 5 أبريل - 31 مايو 2020     | إيفان ستيبونوف       | إينا سفيتشينكوفا    | أندريه مالهوف         | أندريه مالهوف       | إيغور دروزينين      | داريا زلاتوبولسكايا  | إيغور رودنيك       | نيكولاي تسيسكاريدزي |                    |
| 12   | 17 يناير - 21 فبراير 2021  | سيرغي لازاريف        | إيكاترينا أوسيبوفا  | أندريه مالهوف         | أندريه مالهوف       | إيغور دروزينين      | داريا زلاتوبولسكايا  | إيغور رودنيك       | نيكولاي تسيسكاريدزي |                    |
| 13   | 16 يناير - 20 مارس 2022    | ألكسندرا ريفينكو     | دينيس تاجينسيف      | أندريه مالهوف         | أندريه مالهوف       | إيغور دروزينين      | داريا زلاتوبولسكايا  | فلاديمير فارنافا   | نيكولاي تسيسكاريدزي |                    |

## الموسم الأول (2006)

### هيئة المحلفين
- الرئيس: ستانيسلاف بوبوف، رئيس اتحاد الرقص الروسي.
- فلاديمير أندريوكين، الحائز على جائزة مسابقات الرقص في جميع أنحاء الاتحاد والدولي، ومصمم الرقصات، والمنتج، والمدير الفني لعرض الرقص "ستار إكسبريس".
- فالنتين غنوشيف، المخرج ومصمم الرقصات.
- إيرينا فينر، المدربة الرئيسية للمنتخب الروسي في الجمباز الإيقاعي.

### المقدمون
- أناستازيا زافوروتنيوك
- يوري نيكولاييف

### المشاركين
1. مقدم برنامج "فيستي" ماريا سيتل وفلاديسلاف بورودينوف
2. الممثل أنطون ماكارسكي وأناستازيا سيدوران
3. المغنية ناتاشا كوروليفا ويفغيني بابونايشفيلي
4. الممثلة إيلينا ياكوفليفا وألكسندر ليتفينينكو
5. الممثل أليكسي كرافشينكو ومارينا كوبيلوفا
6. مراسل قناة "روسيا" فياتشيسلاف جرونسكي وياروسلافا دانيلينكو
7. الممثل إيغور بوشكين وإيرينا أوستروموفا
8. الممثلة لاريسا جولوبكينا وإيغور كوندراشوف

### الفائزون
- المركز الأول – ماريا سيتل وفلاديسلاف بورودينوف. في هذه المرتبة، شاركوا في مسابقة الرقص الأوروبية 2007، حيث احتلوا المركز السابع.[2]
- المركز الثاني – أنطون ماكارسكي وأناستازيا سيدوران.
- المركز الثالث – ناتاشا كوروليفا وإيفجيني بابونايشفيلي.

## الموسم الثاني (2006)
في عام 2006، أصبحت آنا سناتكينا، بالاشتراك مع يفغيني جريجوروف، الفائزة في البرنامج التلفزيوني "الرقص مع النجوم 2" على قناة روسيا التلفزيونية.

### هيئة المحلفين
- الرئيس: ستانيسلاف بوبوف، رئيس اتحاد الرقص الروسي.
- فلاديمير أندريوكين، الحائز على جائزة مسابقات الرقص في جميع أنحاء الاتحاد والدولي، ومصمم الرقصات، والمنتج، والمدير الفني لعرض الرقص "ستار إكسبريس".
- نيكولاي تسيسكاريدزه، فنان الشعب الروسي، الحائز على جوائز الدولة في الاتحاد الروسي، الحائز على جوائز مسابقات الباليه الدولية.
- آلا سيجالوفا، المخرجة ومصممة الرقصات.

### المقدمون
- يوري نيكولاييف
- أناستازيا زافوروتنيوك

### المشاركين
1. الممثلة آنا سناتكينا وإيفجيني جريجوروف
2. الممثلة أناستازيا ميلنيكوفا ودينيس كاسبر
3. المغني أليكسي جومان وليودميلا تشيجرينتس
4. الممثل ألكسندر ديديوشكو وليانا شاكوروفا
5. المذيعة التلفزيونية أوكسانا فيدوروفا وألكسندر ليتفينينكو
6. الممثل ألكسندر باشوتين وسفيتلانا بوغدانوفا
7. المغني كيريل أندرييف ومارينا كوبيلوفا
8. الممثلة ومقدمة البرامج التلفزيونية يوليا منشوفا ويان جالبرين
9. لاعبة ألعاب القوى سفيتلانا ماستركوفا وسيرجي جوخوف
10. الممثل ألكسندر أوليشكو وإيرينا ماروسيفا

### الفائزون
- المركز الأول - آنا سناتكينا وإيفجيني جريجوروف[4]
- المركز الثاني - أناستازيا ميلنيكوفا ودينيس كاسبر
- المركز الثالث - أليكسي جومان وليودميلا تشيجرينتس

## الموسم الثالث (2008)

### هيئة المحلفين
- الرئيس: ستانيسلاف بوبوف، رئيس اتحاد الرقص الروسي.
- فلاديمير أندريوكين، الحائز على جائزة مسابقات الرقص في جميع أنحاء الاتحاد والدولي، ومصمم الرقصات، والمنتج، والمدير الفني لعرض الرقص "ستار إكسبريس".
- نيكولاي تسيسكاريدزه، فنان الشعب الروسي، الحائز على جوائز الدولة في الاتحاد الروسي، الحائز على جوائز مسابقات الباليه الدولية.
- آلا سيجالوفا، المخرجة ومصممة الرقصات.

### المقدمون
- يوري نيكولاييف
- أناستازيا زافوروتنيوك

### المشاركين
1. الممثلة داريا ساجالوفا وأنطون كوفاليف
2. مقدمو البرامج التلفزيونية ليرا كودريافتسيفا وأليكسي مازورين
3. الممثلة ناتاليا جروموشكينا وبيوتر شيجين
4. مقدمو البرامج التلفزيونية تاتيانا لازاريفا وألكسندر ليتفينينكو
5. المغنية سفيتلانا سفيتيكوفا وألكسندر باوروف
6. الممثلة عليكا سميكوفا وأركادي بوليزهايف
7. نموذج أجاتا خلوششيفسكايا وأندريه كاربوف
8. المغنية إيرينا سالتيكوفا ويفجيني بابونايشفيلي
9. لاعبة الجمباز سفيتلانا خوركينا ويان جالبرين
10. الممثلة إيرينا كليموفا وسيرجي بوزارينسكي
11. مقدمو البرامج التلفزيونية أنفيسا تشيخوفا وإلدار سيف الدينوف
12. الممثلة أجنيا ميشينكو وإيفان كريلوف

### الفائزون
- المركز الأول — داريا ساجالوفا وأنطون كوفاليف
- المركز الثاني — ليرا كودريافتسيفا وأليكسي مازورين
- المركز الثالث - ناتاليا جروموشكينا وبيتر شيجين